# S70 オホートニク-B
S-70 オホートニク-B
初飛行を完了したS-70の試作機 (2019年)
- 用途：無人戦闘航空機
- 分類：無人航空機
- 設計者：スホーイ設計局、ロシア航空機製作会社MiG
- 製造者：ノボシビルスク航空機工場
- 運用者 ロシア（空軍）
- 初飛行：2019年8月3日[1]
- 生産数：1機、飛行可能な試作機
- 運用開始：2024年予定[2]
- 運用状況：開発中

スホーイ S-70 オホートニク-B(ロシア語: Сухой С-70 "Охотник")は、ロシアのスホーイとMiGが第6世代の航空機計画として開発中のステルス性能を備えた大型UCAVである。名称のオホートニクはハンターの意で、ハンター-Bとも呼ばれる。このドローンはMiGによって設計されたスキャットが基礎となっており、また第5世代のSu-57戦闘機の技術も取り入れている。

## 開発
オホートニクは少なくとも2011年から開発が進められており、当時のロシア国防省は新型の重無人偵察機と攻撃用ドローンの計画を主導させるためにスホーイを選定した。新型のUCAVはMiGとスホーイによる共同開発となり、以前に研究されていたミコヤン・スキャットUCAV計画のデータを基礎とした。
作業はスホーイ傘下の企業であるノボシビルスク航空機工場(NAPO)で行われた。書類上では、このドローンは「第6世代無人航空機」と特徴が述べられている。
最初のモックアップは地上試験を目標として2014年に作られた。試作機は2017年7月に明らかになり、本機の全翼機型の形状が示された。
2018年11月、NAPO工場の滑走路において、本機は完全な自動制御モードでのタキシング、加速、停止という一連の試験で性能を示し、飛行中の最大速度は200km/hに達した。
2019年1月18日、第三の飛行可能なSu-57試作機(bort no. 053)が新しいデジタル迷彩塗装スキームをまとっているのが見つかった。この機にはオホートニクのシルエットが上面と下部にあり、また垂直尾翼にはユニークなマーキングがついた。形状からはSu-57のマークと共に飛行中のUCAVのマーク、そして電撃の印が示されている。これは一般的に、2機の間の電子的な連携、データ共有などを示すものである 。2019年1月24日、NAPO工場においてドローンの最初の飛行可能な試作機が牽引されているのが見つかった。ロシア当局の公式発表では、Su-57がオホートニクのアビオニクスを試験するための飛行研究機に使われることになる。
2019年5月後半、オホートニクはNAPO工場の滑走路の数m上を何度か飛行し、この一連の飛行試験で性能を示した。
2019年8月3日、アフトゥビンスクのチカロフ国立飛行試験センターでオホートニクは初飛行を実施した。ドローンは高度600mでおよそ20分間飛行し、飛行場周辺に幾度か円を描いた。8月7日、ロシア国防省は初飛行の動画を公表した。
2019年9月27日、ロシア国防省はSu-57のそばで飛行中の、オホートニクの初飛行を紹介する動画を公表した。報告ではUAVは自動制御で運用され、Su-57と相互に連絡しつつ30分以上飛行した。試験内容は、敵の対空防御の外側から長距離兵器を空中発射するため、戦闘機のレーダーと攻撃目標指示範囲を延長することである。
2021年2月12日、ノボシビルスクのチカロフ航空工場で3機の追加試作が製造中である事が報告された。情報源は軍事生産施設による。第2号のモデルは第1号の試作機の改修コピーとして作る一方、第3号と第4号の試作機は連続的に量産する機材として同一のものである。改善点は機上の電子通信装備システムや機体の構造要素に引き継がれる。3機の追加試作は、2022年と2023年中の飛行試験にむけて準備が進められている。軍事生産施設内の情報では、一連の「ハンター」機は熱源やレーダー反射をさらに減らすために標準的なフラットノズルを搭載するとも言及している。
2021年2月28日、オホートニクが将来のプロジェクト23900やイワン・ロゴフ級揚陸艦に搭載される予定があると報告された。搭載機数はオホートニク4機分で、偵察や攻撃任務に使用されるとみられる。

## 設計

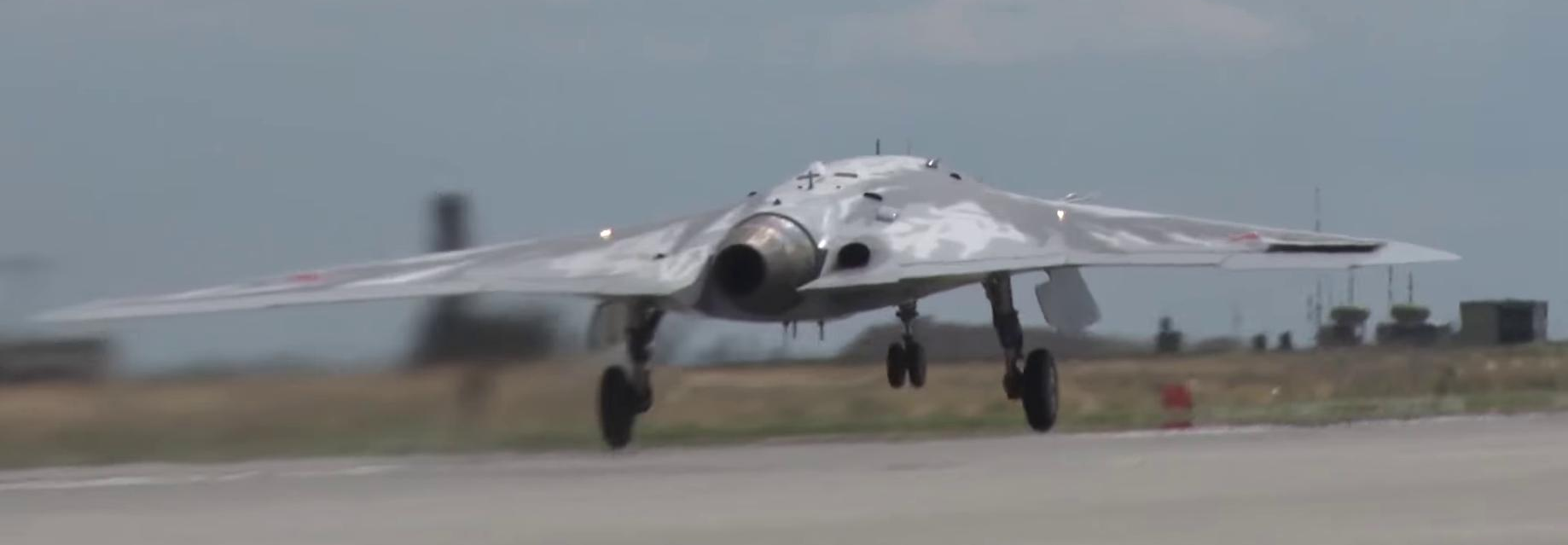
初期のS-70試作機は後部の排気ノズルが非ステルス形状だった。

オホートニクは全翼の形状に加え、複合材料や電波吸収体を使用することで飛行中のステルス性を確保している。本機の重量は約20t、翼幅は約20mである。エンジンはSu-27戦闘機にも搭載されているAL-31Fターボファンエンジン、またはSu-35S戦闘機やSu-57の試作機にも使用された、改良版のAL-41Fを搭載する。最初の試作機の排気ノズルは従来的な非ステルス形状であったが、2019年のMAKS国際航空宇宙サロンで、将来の改修で排気と同様エンジン吸気口も改善される予定が示された。
本機の最大速度は1,000km/hであり、兵装は内部に収容されることが報告されている。Su-57により制御されるオホートニクは「忠実な僚機」として動くよう設計された。また本機はアメリカのRQ-170といくらかの外観的な類似点を帯びており、ロシア側の技術者がイランに鹵獲されたRQ-170に接触した可能性があると推定されている。

## 実戦投入

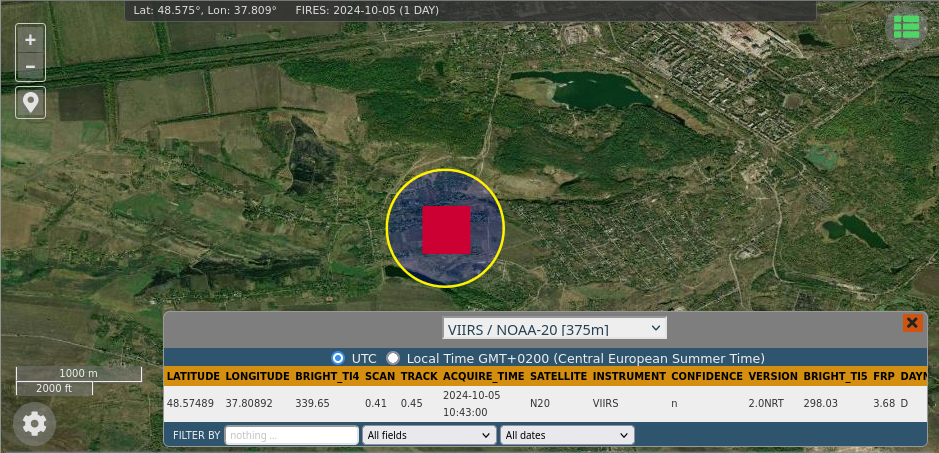
墜落当日の10:43(UTC)、NASAのFIRMSは、チャシフヤールとコンスタンティノフカの間の農村付近で火災を検出した。

2024年10月5日、ウクライナ軍はドネツク州のチャシウ・ヤル方面で、墜落したスホーイ S-70 オホートニク-Bを鹵獲した。このオホートニクは滑空爆弾を搭載しての飛行中に制御不能になったため、後方に随伴していたロシア軍のSU-57により撃墜処分されたと推測された。墜落した機体は大きく損傷したものの、外観からオホートニクと判別できる状態を保っていた。ロシア軍は残骸を破壊するために墜落現場にイスカンデル弾道ミサイルを発射したが、着弾前にウクライナ軍が残骸の大部分を持ち去ったとされる。残骸の解析によるとオホートニクには高度なステルス技術や人工知能システム、ネットワークシステムも搭載されておらず、シンプルな無線誘導リンクで運行しているとされた。

## 性能諸元(スホーイ S-70)
データは脚注に拠る Ainonline。
- 諸元
  - 乗員: 無し
  - 翼幅: 約20m
  - 空虚重量: 20,000kg (未検証)
  - 動力: 1×サトゥールン AL-31FもしくはAL-41F
  - 推力: 123–147kN (アフターバーナー使用時)

- 性能
  - 最大速度: 1,000km/h (620mph, 540kn) マッハ0.82
  - 航続距離: 6,000km (3,700mi, 3,200nmi)
  - 戦闘行動距離: 3,000km (1,900mi, 1,600nmi)

- 武装
  - 2ヶ所のウェポンベイに2,000kgまでの誘導または無誘導弾を装備可能。